# Russischer Garten (Leipzig)

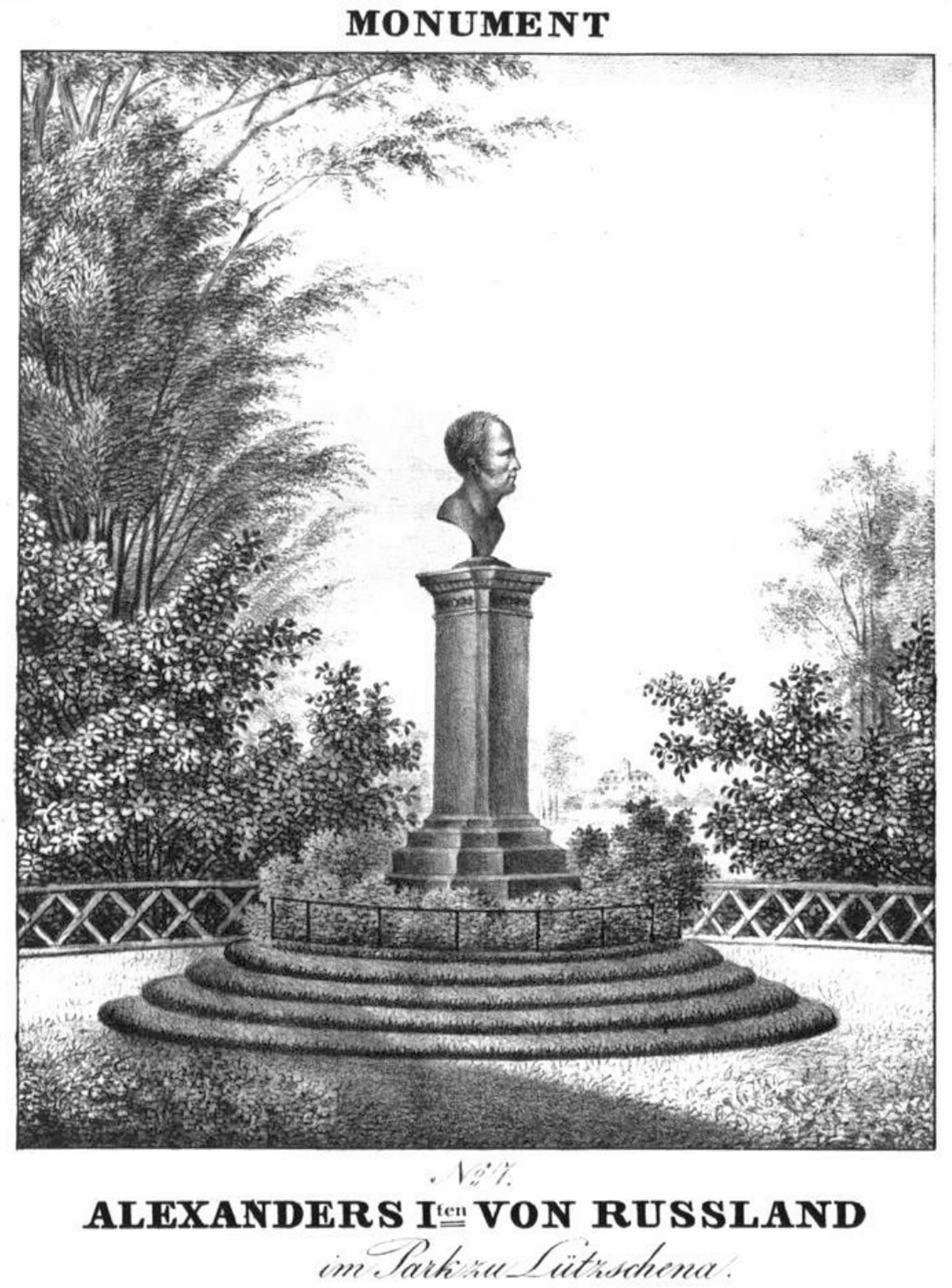
Monument für Zar Alexander I. im Russischen Garten

Der Russische Garten ist ein Teil des Schlossparks Lützschena im nordwestlichen Leipziger Ortsteil Lützschena-Stahmeln.

## Lage

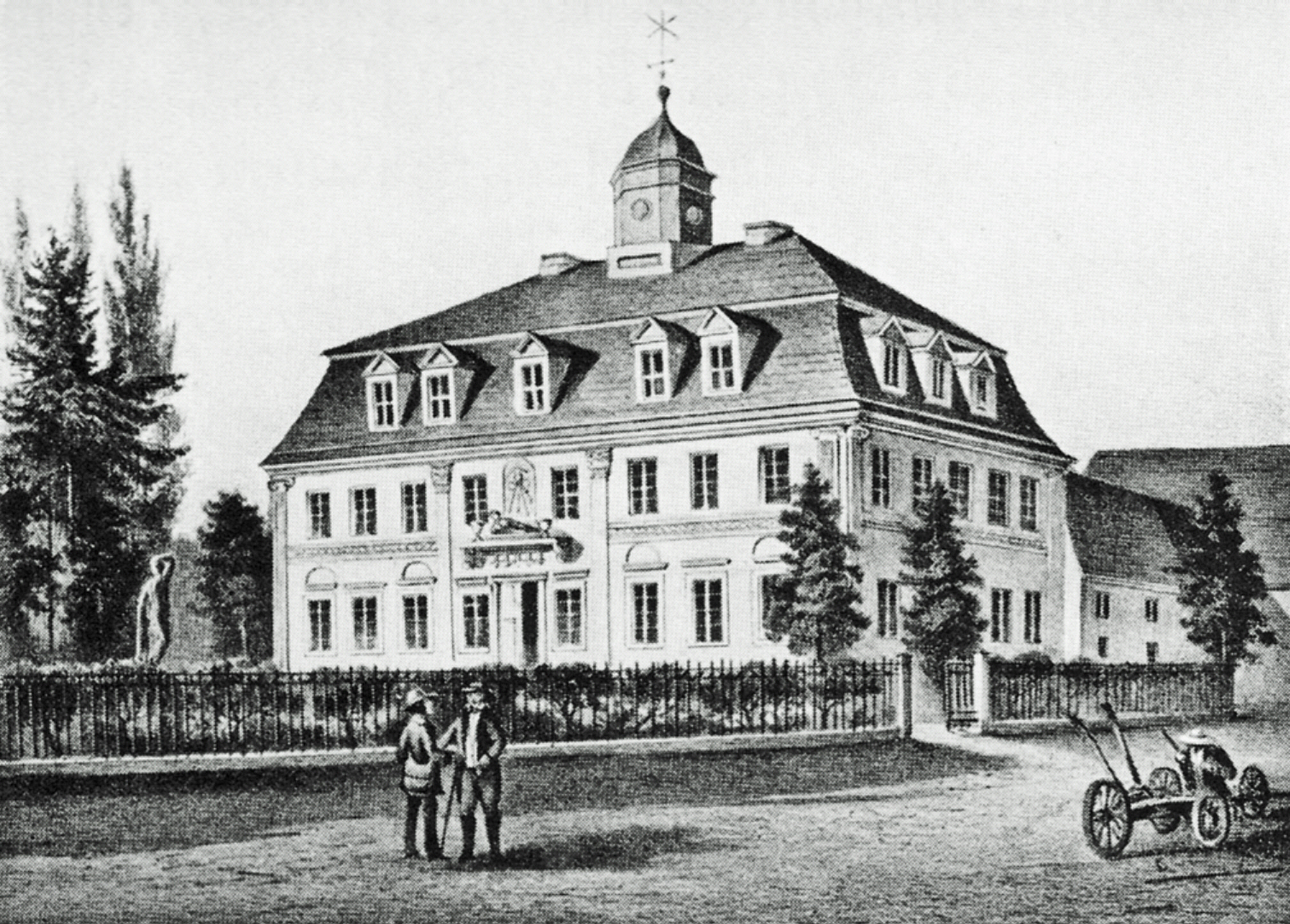
Barockes Herrenhaus Lützschena, 1848

Der Russische Garten ist der nördlichste Teil des Parks. Er liegt östlich des mitunter auch als Schloss Lützschena bezeichneten Herrenhauses und nördlich der Weißen Elster. Er ist vom Herrenhaus direkt und vom Hauptteil des Parks über die Weiße Brücke zu erreichen.

## Geschichte
1825 wurde der Besitzer des Gutes Lützschena Maximilian Speck von Sternburg (1776–1856) wegen seiner Erfolge auf dem Gebiet der Schafzucht vom russischen Zaren Alexander I. (1777–1825) zu einer Vortragsreise nach Russland eingeladen. Mit dem Regenten selbst traf er zweimal zusammen. Auf der Anreise zur zweiten Begegnung in Taganrog erlitt er bei Saratow durch einen Unfall mit durchgehenden Pferden schwere Verletzungen. Behandelt wurde er von James Wylie (1768–1854), dem schottischen Leibarzt des Zaren, in einem kleinen Haus. Dieses wolle er nach glücklicher Heimkehr, wie er in einem Brief gelobte, in seinem Park nachbauen. Im Folgejahr wurde mit dem Bau des „Gelobungshauses“ begonnen. Der ausschließlich aus natürlichen Materialien wie Holz und Stroh bestehende zweistöckige Bau bot im Parterre ausreichend Platz für eine größere Gesellschaft, und eine Wendeltreppe führte auf eine kleine Aussichtsplattform. Ferner wurde 1827 ein Kiosk errichtet, den Speck von Sternburg auf seiner weiteren Reise in Bachtschyssaraj gesehen hatte. Schließlich stand in dem nun als Russischer Garten bezeichneten Parkteils noch ein Denkmal mit der Büste des 1825 verstorbenen Zaren Alexander I. Diese war vermutlich ein Abguss einer 1820 von Christian Daniel Rauch  (1777–1857) gefertigten Fassung.
Nachdem das Russische Haus und der Kiosk verschwunden waren und vom Alexander-Monument die Büste fehlte, wurde der Russische Garten nicht mehr zum Schlosspark gezählt. Das änderte sich 2022. Anlässlich des 200-jährigen Bestehens des Parks wurde das Alexander-Monument restauriert, der Weg zu ihm wiederhergestellt und der Russische Garten wieder in den Schlosspark integriert.

## Weiteres
Eine Straße in Lützschena heißt seit 1919 Am Russischen Garten.